# Delahaye Type 63

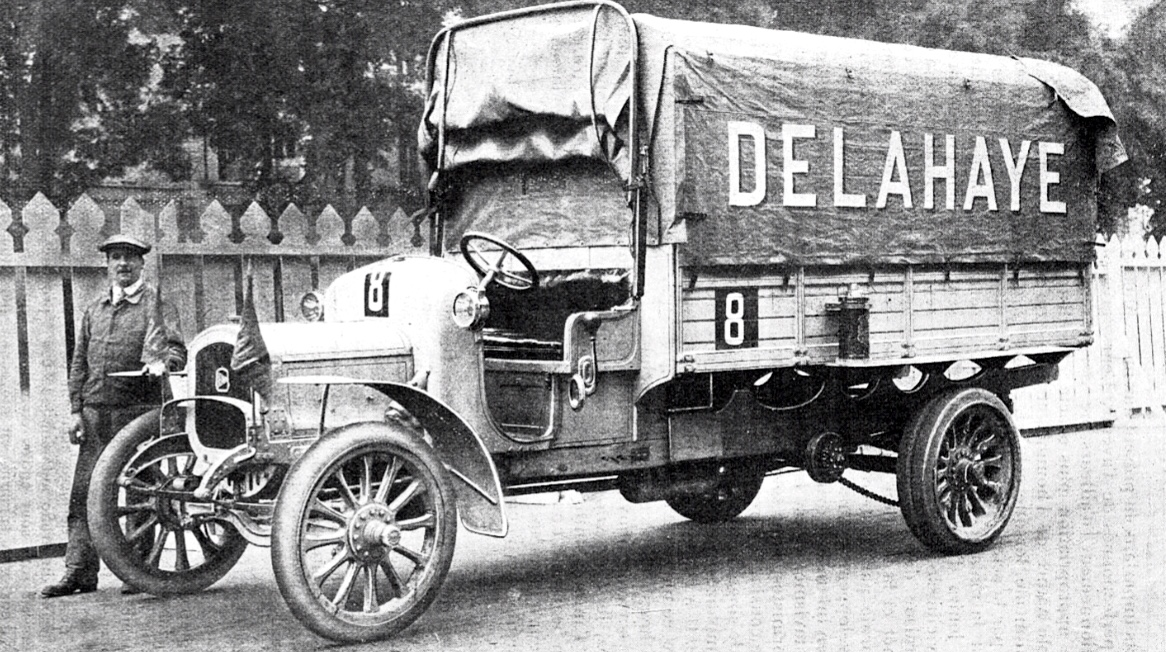
Delahaye Type 63C im Jahr 1913.

Der Delahaye Type 63 ist ein frühes Nutzfahrzeug-Modell. Hersteller war Automobiles Delahaye in Frankreich.

## Beschreibung
Das Fahrzeug war im einzigen Produktionsjahr 1913 das drittschwerste Nutzfahrzeug Delahayes. Mit 2,5 Tonnen Nutzlast rangierte es unterhalb von Delahaye Type 60 mit 3 Tonnen und Delahaye Type 62 mit 3,5 Tonnen Nutzlast. Darunter gab es noch den Delahaye Type 59 mit 750 kg Nutzlast.
Bekannt sind die Ausführungen Type 63 C als Lastkraftwagen und Type 63 OM als Omnibus. Der Motor leistet 20 PS.
Der Lkw als Pritschenwagen hat eine Ladefläche von 3,5 Meter Länge. Als Lieferwagen beträgt die Nutzlast nur 2 Tonnen. Der Omnibus hat zwölf Sitzplätze.
Die Compagnie Générale des automobiles de livraison bestellte 137 Fahrzeuge.